# Camilla Läckberg
Camilla Läckberg, teljes nevén Jean Edith Camilla Läckberg Eriksson, (Fjällbacka, Svédország, 1974. augusztus 30. –) a krimi műfajában az egyik legsikeresebb svéd írónő. Könyveiben a helyszín mindig szülővárosa, a nyugati parti, Tanum járásbeli kisváros, Fjällbacka, és az azt körülvevő többi város (pl. Uddevalla, Tanumshede).

## Élete

### A kezdetek
Camilla kislányként mindig szeretett történeteket kitalálni és mesélni, ezeket 4–5 évesen összegyűjtötte rajzokkal kísért könyvekben, melyek szintén olyan hajmeresztőek voltak, mint mostani történetei. Az írás egészen az érettségiig álom maradt. A Göteborgi Egyetem Üzleti, Közgazdaságtani és Jogi Iskolájában végzett közgazdászként, majd Stockholmba költözött, és néhány évig dolgozott a szakmájában.
Párja, testvére és édesanyja közös ajándékaként beíratták egy krimi-író kurzusra, melynek elvégzése után rögtön meg is írta debütáló könyvét Isprinsessan (Jéghercegnő) címmel, ami 2003-ban jelent meg.

### Pályafutása
Írói pályafutását nem csak a kurzus határozta meg. Gyermekkorában szívesen olvasta Agatha Christie könyveit, manapság Michael Connelly írásait kedveli. A krimi mint műfaj tehát megalapozottá vált.
A Jéghercegnő megírása a krimi-író kurzuson végzett tanulmányaival párhuzamosan haladt. Tanára azt javasolta neki, hogy a történet olyan helyszínen játszódjon, amit jól ismer, ami közel áll hozzá.
Kiadója, a Forum ugyanazon a héten fogadta el könyve kéziratát, mikor első gyermeke, Wille megszületett. A könyv végül 2003-ban jelent meg Svédországban. (A magyar nyelvű kiadás a Jéghercegnő eredeti változatának kiadását 2002-re datálja.)
Második könyve 2004-ben, Predikanten címmel jelent meg, amit 2005-ben követett a Stenhuggaren, 2006-ban az Olycksfågeln, 2007-ben a Tyskungen, 2008-ban a Sjöjungfrun és 2009-ben a Fyrvaktaren.
2011. szeptember 19-én jelent meg a "Fjällbacka-sorozat" következő kötete Änglamakerskan címmel, majd ugyanebben az évben kiadta első gyerekkönyvét, a Super-Charlie-t, melyet legkisebb fiáról, Charlie-ról mintázott meg. Ennek két folytatása is megjelent, 2012-ben a Super-Charlie och gosedjurstjuven, majd 2013-ban a Super-Charlie och mormorsmysteriet. Gyerekkönyveit Millis Sarri illusztrálta.
Két szakácskönyvet írt, Christian Hellberg-gel közösen. 2008-ban jelent meg az első, Smaker från Fjällbacka című, majd 2011-ben a Fest, mat och kärlek.
2014-ben jelent meg krimisorozatának következő része, a Lejontämjaren.
A legújabb kötet (a 2018-ban már magyar nyelven is elérhető) "A boszorkány".
Könyvei hazájában és világszerte is rendkívül jó kritikai fogadtatásban részesültek.

#### Magyar megjelenés
Az írónő könyvei több országban is nagy sikert arattak, 30 nyelvre lefordították az első kötetet, sok országban szinte lépést tartottak a megírással, és mára az eddig megjelent köteteket is lefordították.
Az Animus-kiadó 2008 végén-2009 elején Skandináv krimik címen sorozatot indított el, melyben svéd, finn, norvég és izlandi írók műveit vonultatják fel. Minden kötet újratervezett borítóképpel, puha kartonborítással, ragasztott kötéssel kerül kiadásra. Camilla Läckberg első könyvét 2009-ben jelentették meg Jéghercegnő címmel, ezt követte 2010-ben A Prédikátor. 2012-ben jelent meg A kőfejtő, majd 2013 júniusára kiadásra került a Vészmadár is. A kőfejtő kivételével – melyet Moldova Júlia fordított – a fordítások Torma Péter munkái. 2014-ben jelent meg a Tyskungen magyar kiadása Eltitkolt életek címmel, majd 2015-ben A hableány, melyeket már Dr. Dobosi Beáta fordított, valamint A toronyőr, 2016-ban pedig az Ártatlanok című regénye is megjelent.

### Filmek
2007-ben egy másik, új álma is valóra vált azzal, mikor a Sveriges Television első két könyvét filmre vitte Elisabet Carlsson (Erica Falck) és Niklas Hjulström (Patrik Hedström) főszereplésével. Az Isprinsessan november 2-án, a Predikanten november 16-án jelent meg filmváltozatban. 2009-ben a Stenhuggaren és az Olyksfågeln is elkészült, változatlan főszereplőkkel, szintén a Sveriges Television gondozásában.
2012 és 2013 között a Tre Vänner Produktion AB televíziós sorozatot készített Fjällbackamorden címmel, új szereplőgárdával. A feldolgozott történetek az írónő műveitől különállóak, pusztán a karakterek és helyszínek kerültek felhasználásra. A produkciós vállalat 2013 júniusában mutatta be a Tyskungen (aka The Hidden Child) filmváltozatát, melynek alapját az írónő azonos című könyve adta.

### Magánélete
Jelenleg az írónő férjével Martin Melinnel, és három gyermekével, Willével, Mejával és Charlieval él együtt Stockholm déli részén, Enskede városrészben.

### Regényei
| svéd cím – megjelenés éve – kiadó | magyar cím – megjelenés éve – kiadó |
| --------------------------------- | ----------------------------------- |
| Isprinsessan, 2003, Forum         | Jéghercegnő, 2009, Animus           |
| Predikanten, 2004, Forum          | A Prédikátor, 2010, Animus          |
| Stenhuggaren, 2005, Forum         | A kőfejtő, 2012, Animus             |
| Olycksfågeln, 2006, Forum         | Vészmadár, 2013, Animus             |
| Tyskungen, 2007, Forum            | Eltitkolt életek, 2014, Animus      |
| Sjöjungfrun, 2008, Forum          | A hableány, 2015, Animus            |
| Fyrvaktaren, 2009, Forum          | A toronyőr, 2015, Animus            |
| Änglamakerskan, 2011, Forum       | Ártatlanok, 2016, Animus            |
| Lejontämjaren, 2014, Forum        | Az idomár, 2017, Animus             |
| Häxan, 2017, Forum                | A boszorkány, 2018, Animus          |
|                                   | Aranykalitka, 2019, Animus          |
|                                   | Ezüstszárnyak, 2020, Animus         |
|                                   | Kakukkfióka, 2023, Animus           |

### Egyéb könyvek
- Snöstorm och mandeldoft (2006) – bűnügyi kisregény
- Smaker från Fjällbacka (2008) – szakácskönyv Christian Hellberg svéd séf közreműködésével
- Super-Charlie (2011) – gyerekkönyv Millis Sarri illusztrációival
- Fest, mat och kärlek (2011) – szakácskönyv Christian Hellberg svéd séf közreműködésével
- Super-Charlie och gosedjurstjuven (2012) – gyerekkönyv Millis Sarri illusztrációival
- Super-Charlie och mormorsmysteriet (2013) – gyerekkönyv Millis Sarri illusztrációival

## Magyarul
- Jéghercegnő; ford. Torma Péter; Animus, Bp., 2009 (Skandináv krimik)
- A prédikátor; ford. Torma Péter; Animus, Bp., 2010 (Skandináv krimik)
- A kőfejtő; ford. Moldova Júlia; Animus, Bp., 2012 (Skandináv krimik)
- Vészmadár; ford. Torma Péter; Animus, Bp., 2013 (Skandináv krimik)
- Eltitkolt életek; ford. Dobosi Beáta; Animus, Bp., 2014 (Skandináv krimik)
- A toronyőr; ford. Dobosi Beáta; Animus, Bp., 2015 (Skandináv krimik)
- A hableány; ford. Dobosi Beáta; Animus, Bp., 2015 (Skandináv krimik)
- Ártatlanok; ford. Dobosi Beáta; Animus, Bp., 2016 (Skandináv krimik)
- Az idomár; ford. Dobosi Beáta; Animus, Bp., 2017 (Skandináv krimik)
- A boszorkány; ford. Dobosi Beáta; Animus, Bp., 2018 (Skandináv krimik)
- Aranykalitka; ford. Dobosi Beáta; Animus, Bp., 2019 (Skandináv krimik)
- Ezüstszárnyak; ford. Dobosi Beáta; Animus, Bp., 2020 (Skandináv krimik)
- Camilla Läckberg–Henrik Fexeus: A doboz. Mina & Vincent 1.; ford. Dobosi Beáta; Animus, Bp., 2022 (Skandináv krimik)
- Kakukkfióka; ford. Dobosi Beáta; Animus, Bp., 2023 (Skandináv krimik)
- Camilla Läckberg–Henrik Fexeus: A szekta. Mina & Vincent 2.; ford. Dobosi Beáta; Animus, Bp., 2024 (Skandináv krimik)
- Bronz álmok; ford. Rózsás Dani; Animus, Bp., 2025 (Skandináv krimik)